# Ронкођенаро (Алесандрија)
Ронкођенаро је насеље у Италији у округу Алесандрија, региону Пијемонт.
Према процени из 2011. у насељу је живело 26 становника. Насеље се налази на надморској висини од 430 м.